# 富樫勇樹
富樫 勇樹（とがし ゆうき、1993年7月30日 - ）は、日本のプロバスケットボール選手。B.LEAGUE・千葉ジェッツふなばし所属。ポジションはポイントガード。バスケットボール男子日本代表。
元NBA契約選手。新潟県新発田市出身。タレント業においてはアミューズ所属。

## 経歴

### 幼少期から高校卒業まで
新潟県新発田市に生まれ、小学1年生でミニバスケットボールを始める。新発田市立本丸中学校では監督としてチームを率いる父親のもと、3年時に全国大会で優勝したほか、2年時と3年時にはそれぞれ15歳以下、16歳以下の日本代表に選抜された。
中学卒業を控え、当時浜松・東三河フェニックスのヘッドコーチで、富樫の父親と交流があった中村和雄の勧めもありアメリカ留学を決意。ケビン・デュラントやグレイビス・バスケスなどを輩出したモントローズ・クリスチャン高校に進学した。富樫は1年時からロスター入りし、主にシックスマンとして起用され、2010年の同校全米ランキング2位ランクインに貢献した。
小・中学生時より全国レベルの大会に出場し、中学卒業後はアメリカの高校に留学。高校卒業後は大学に進学せずbjリーグの秋田ノーザンハピネッツに入団し、プロ選手としてのキャリアを開始した。1年目となるbjリーグ 2012-13シーズンにはbjリーグ新人賞を受賞。
2011年には日本代表候補に選出され、同年8月のウィリアム・ジョーンズ・カップには若手選手を主体に構成された日本代表チームの一員として出場した。また2012年6月にはNBAなどが主催するイベントBasketball Without Bordersに参加し、アジア地域における同年代のトップ選手が集まった中、MVPを獲得した。この時指導に当たったローランド・ブラックマンは、富樫を「このキャンプにおいてナンバーワンのガード」と高く評価した。
高校卒業後はアメリカの大学進学を目指し、NCAA1部の大学からも勧誘を受けたものの、希望する学費全額免除の条件ではなかったため、進学を断念した。

### 日本のプロとして

#### 2012-13シーズン
試合出場の機会を求めて日本に戻り、アーリーエントリー制度を用いて秋田ノーザンハピネッツに入団した。秋田は中村和雄がヘッドコーチを務めており、出身地である新潟ではなく秋田のチームを選択したことは中村の存在が決め手であった。
デビュー戦となった2013年2月2日の富山グラウジーズ戦では、15得点、11アシストのダブルダブルを達成。
高校卒業後約10か月間実戦から遠ざかり、状態は万全ではなかったものの、最終的にアシスト数は1試合平均6.07を記録。規定に達しなかったためランキング入りはならなかったが、このシーズンのアシスト王である仙台89ERS・志村雄彦の6.25、そして2位の琉球ゴールデンキングス・並里成が記録した6.18に次ぐ数字であった
。チームはプレーオフのセミファイナルで敗れたものの、このシーズン富樫は2012-13シーズンから新設されたbjリーグ新人賞を受賞した。

#### 2013-14シーズン
bjリーグ 2013-14シーズンは中村が「富樫のチーム」と明言し、富樫は全試合にほぼフル出場。2014年2月8日の信州ブレイブウォリアーズ戦では15アシストを記録し、リーグ記録の16にあと1と迫った。レギュラーシーズンで富樫は1試合平均7.9アシストを記録しアシスト数1位のタイトルを獲得。ベストファイブにも選出された。さらに出場時間も計1895分でリーグ1位、得点も同15.6得点を記録し、リチャード・ロビーに次ぐチーム2位の得点源となった。このシーズン、チームは創設以来初となるファイナルズに進出。カンファレンスファイナルでは富山グラウジーズに対し28得点、7アシストを奪い勝利。琉球ゴールデンキングスとのファイナルでは、両足の痙攣に見舞われ試合にこそ敗れたが、30得点、5アシストを記録した。このシーズンには最多アシストのタイトルを獲得し、ベストファイブに選出された。
またこの年、秋田市立体育館で行われたbjリーグオールスターゲームでは、23得点、5アシストを挙げMVPに選ばれた
ほか、東京運動記者クラブが選出する年間ベストファイブに、bjリーグの選手としては唯一選ばれた。

#### 2014-15シーズン

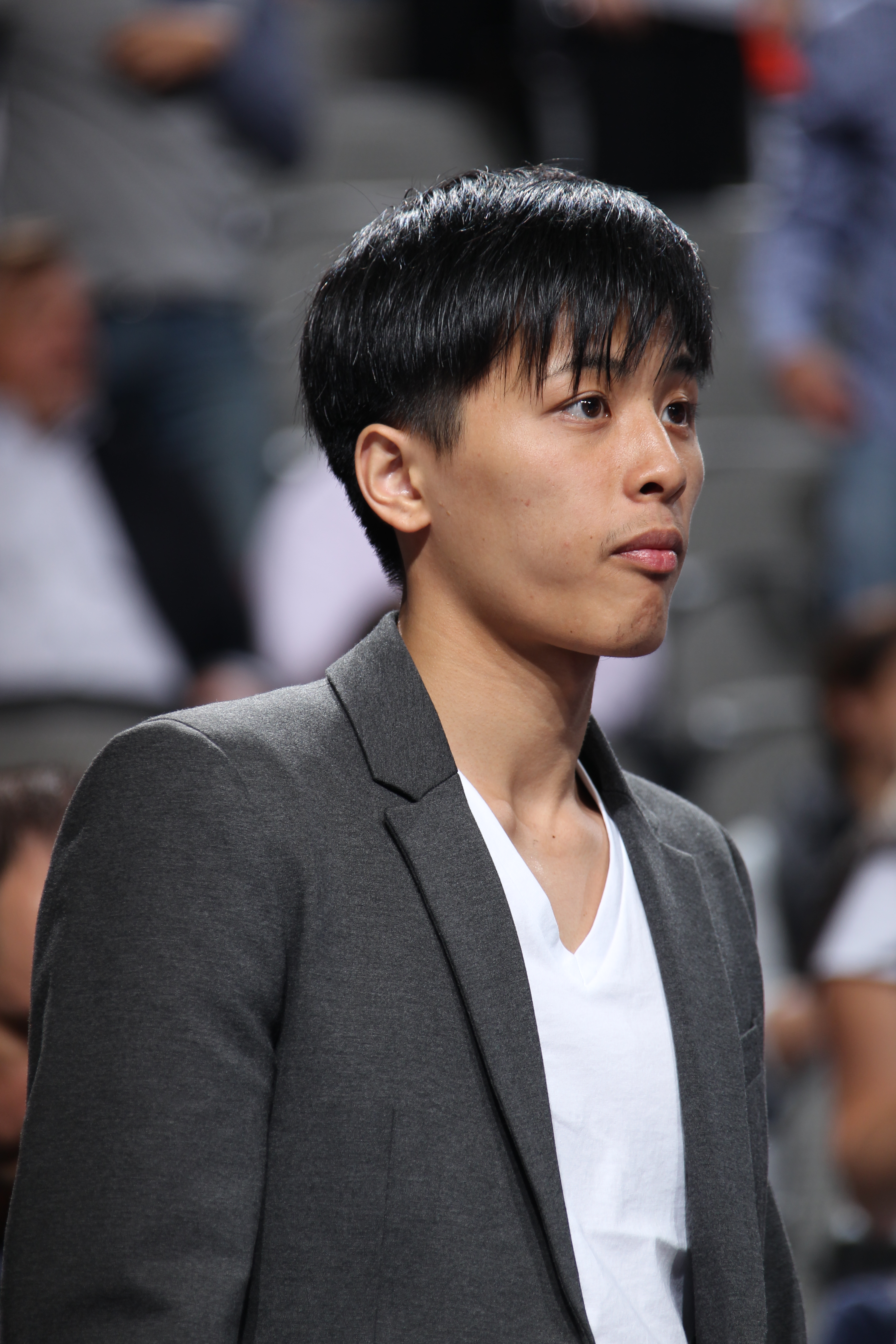
アメリカ・ダラスの富樫勇樹

2013-14シーズン終了後、富樫は秋田を離れNBAへ挑戦することを表明し、6月7日にNBAへの登竜門となるサマーリーグ参戦を目指し渡米。ダラス・マーベリックスのサマーキャンプを経て、7月11日に、日本人としては田臥勇太、川村卓也、竹内公輔に続きNBA史上4人目となるサマーリーグのロスター入りが明らかになった。富樫はサマーリーグ5試合のうち4試合に出場。チームではポイントガードの3番手という位置づけで、出場時間は限られたものであった。その中でも7月16日のシャーロット・ホーネッツ戦では、およそ11分の出場時間で12得点をあげ、特に3クォーター終了間際に放ったフローターショットは、この日のリーグトップ10プレーに選ばれた。富樫がボールを持つと会場内のファンから"TOGA!"という声援が飛び、一躍ファンやメディアからの注目を浴びる存在となった。
サマーリーグ終了後は日本代表チームに合流し、ウィリアム・ジョーンズカップと2014年アジア競技大会に出場。アジア大会では銅メダルを獲得した。ウィリアム・ジョーンズカップの終盤で左足を負傷し、アジア大会では控えでの起用であった。
2014年10月、マーベリックスが富樫を最終キャンプに招集し、富樫は10月11日に渡米、15日にはマーベリックスと選手契約を結んだ。ただし、これはNBAデベロップメント・リーグのドラフト会議を回避し、マーベリックス傘下のテキサス・レジェンズに確実に送り込むための便宜上のものであり、21日に富樫は解雇された。その後、マーベリックスは他の選手を獲得したため富樫は予定を変更しドラフト会議にかけられ、サンタクルーズ・ウォリアーズに指名された直後にレジェンズにトレードされた
レジェンズと契約した富樫は、査証取得のため、11月14日の開幕戦には間に合わず、11月17日にテキサスに到着、ベーカーズフィールド・ジャム戦で初得点をあげた。2015年2月8日のリオグランデバレー・バイパーズ戦ではシーズン最多の12得点を記録した。しかし、2月20日のオクラホマシティー・ブルー戦で足首を捻挫してしまい、その後の回復も思わしくなかったため、シーズンの残り試合全てを欠場することになった。このシーズン、富樫は25試合に出場し、1試合平均の出場時間が8分、平均得点2.0を記録した。

#### 2015-16シーズン

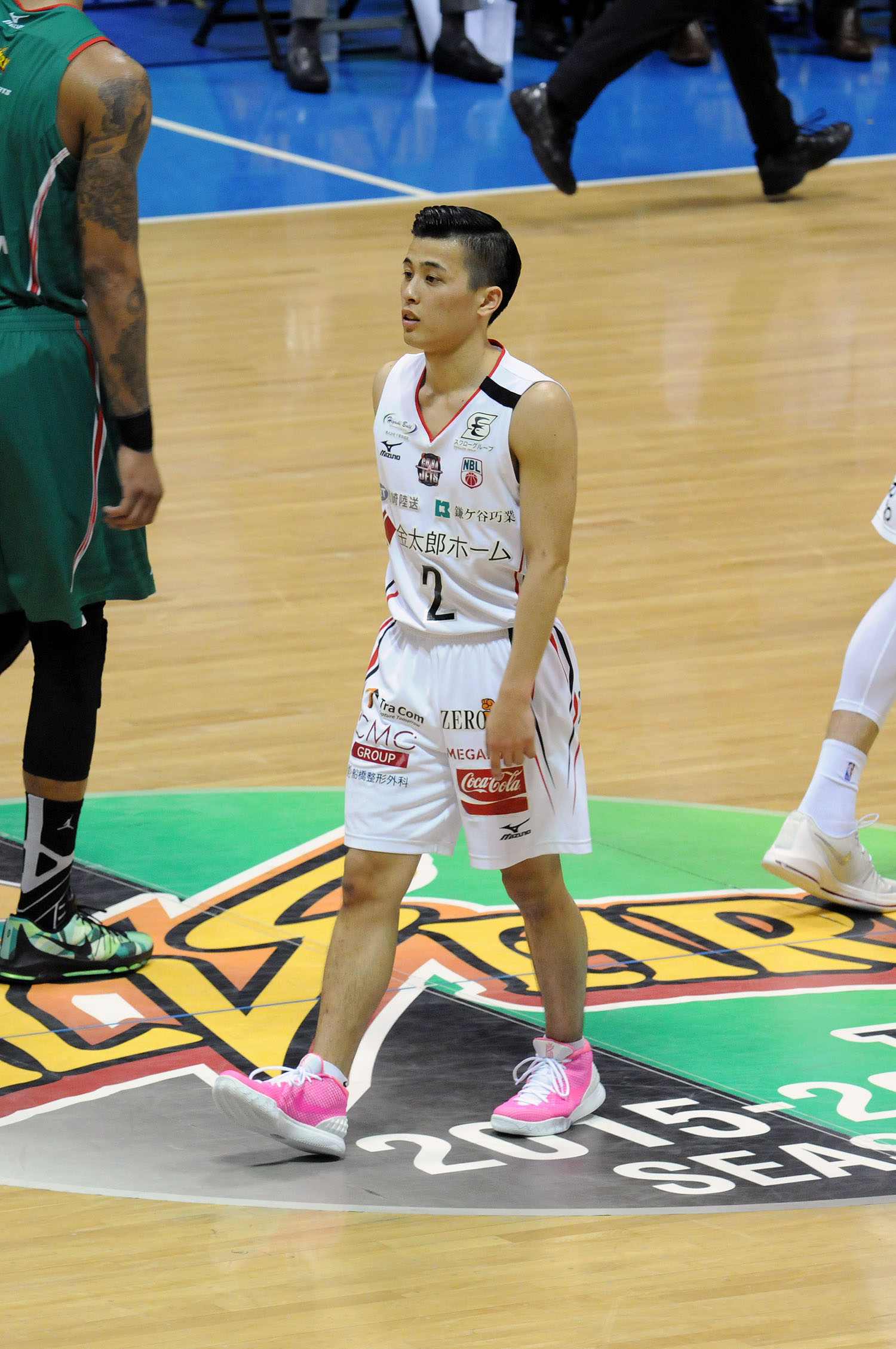
2016年4月 国立代々木競技場第二体育館

ケガの癒えた富樫は2015年6月に日本代表候補に選出された。8月14日から16日にかけて日本国内にて行われたチェコ代表チームの強化試合3試合に出場したものの、出場時間は3、4分程度と限られたものであった。9月12日にはリオデジャネイロオリンピック出場権を争う日本代表メンバーが発表されたが、富樫は選出されなかった。
8月12日、富樫はイタリア・セリエAのディナモ・バスケット・サッサリとプレシーズンの契約を結び、練習とプレシーズンゲームに参加したものの、ディナモ・サッサリは9月20日、レギュラーシーズンの契約は結ばないことを発表した。その後は日本国外のチームと契約交渉が行われていると報じられる中、9月28日にNBLの千葉ジェッツとの契約合意が発表された。

#### 2016-17シーズン
全試合に先発出場し、シーズンベスト5の活躍を見せた。
2016-17のBリーグオールスターゲームでは、得意のスリーポイントシュートやリフトされながらのダンクシュートで会場を盛り上げ、オールスターゲームMVPを獲得した。
第92回天皇杯では大きな活躍を見せチーム初優勝、ひいては史上初めてのプロチームの優勝に貢献した。この活躍で天皇杯ベスト5にも選ばれた。

#### 2017-18シーズン
第8節11月12日のアルバルク東京戦ではキャリアハイの42得点、またBリーグ史上最多の3P成功数11本(73.3%)を記録した。

#### 2018-19シーズン
レギュラーシーズンでは、全60試合に先発出場すると、838得点（1試合平均14得点）にリーグ3位となる328アシスト（同5.5アシスト）を記録し、レギュラーシーズン最優秀選手（MVP）に選出された。
第94回天皇杯では決勝にて延長終了2.7秒前に値千金となる逆転3ポイントシュートを決め、3連覇に導いた。

#### 2019-20シーズン
2019年6月3日、契約更改を行い、Bリーグで日本人初となる1億円プレーヤーとなった。
11月にはプロ通算4000得点を記録した。

#### 2020-21シーズン
2021年3月8日、アミューズとマネージメント契約を行う。

#### 2021-22シーズン
2年ぶり2回目のアシスト王に輝き、東地区優勝に貢献した。

#### 2022-23シーズン
チーム内にケガ人が多発した3月には1試合平均約33分出場すると、同22.7得点、1.9リバウンド、6アシストと奮闘。チームはB1新記録となる24連勝を達成し、自身は3月月間MVPに選ばれた。

#### 2023-24シーズン
日本代表クラブとして東アジアスーパーリーグに出場した千葉ジェッツが優勝、自身は東アジアスーパーリーグ 2023-24のMVPに輝いた。

### 日本代表

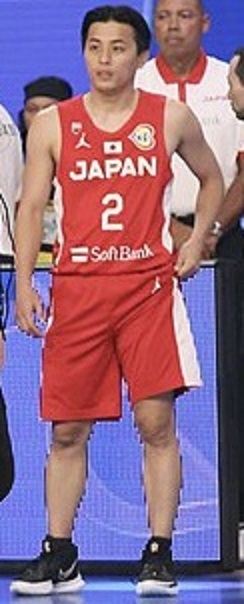
2023年8月 2023年FIBAバスケットボール・ワールドカップ

高校在学中の2011年と、2014年、2015年にバスケットボール男子日本代表候補に選出され、2014年アジア競技大会では日本代表として出場し銅メダルを獲得した。
チームの主力として活躍していたが、2019年FIBAバスケットボール・ワールドカップ直前の代表合宿中に右手を骨折し、チームを離脱した。
2021年、東京オリンピック日本代表に選出された。
自国開催で、自らは主将を務めた、2023年FIBAバスケットボール・ワールドカップでは、コート内外においてチームを牽引し、アジアで1位となってパリオリンピック出場へ導いた。

## プレースタイル
身長の高い選手が有利とされるバスケットボールにおいて、身長の低さは大きなハンディキャップとなるが、それを補う技術とスピードを持つ。的確なパスでチャンスを生みだし、時には素早いドライブからのスクープショットや、アウトサイドからのシュートなどで自ら得点を奪う。ディフェンスにおいても体格で勝るアメリカ人選手に対抗するため筋力トレーニングを重ね、強靭な肉体で身長差をカバーしている。
モントローズ・クリスチャン高校のコーチはUSAトゥデイの取材に対して、同じく低身長でありながら、NBAで活躍したマグシー・ボーグスと比較し、強靭な肉体で立ち向かうボーグスに対し富樫はスピードで抜き去るプレーを得意とする、と評した。
高校時代のチームメイトからは"Yuk"（ユーク）と呼ばれ、また2014年のNBAサマーリーグでは"TOGA"（トガ）のニックネームが付けられた。

## 個人成績
| シーズン         | チーム | GP | GS | MPG  | FG%  | 3P%  | FT%  | RPG | APG | SPG | BPG | TO  | PPG  |
| ---------------- | ------ | -- | -- | ---- | ---- | ---- | ---- | --- | --- | --- | --- | --- | ---- |
| bjリーグ 2012-13 | 秋田   | 26 | 23 | 36.7 | .411 | .371 | .556 | 2.9 | 6.1 | 1.2 | .1  | 2.3 | 14.3 |
| bjリーグ 2013-14 | 秋田   | 52 | 52 | 36.4 | .399 | .351 | .833 | 2.9 | 7.9 | 1.1 | .1  | 2.5 | 15.6 |
| 2014-15          | TEX    | 25 | 1  | 8.3  | .429 | .455 | .667 | .4  | 1.0 | .2  | .0  | .4  | 2.0  |
| NBL 2015-16      | 千葉   | 43 | 5  | 16.6 | .389 | .394 | .722 | 1.0 | 2.0 | .6  | .0  | 1.1 | 5.2  |
| B1 2016-17       | 千葉   | 60 | 60 | 29.4 | .391 | .354 | .881 | 2.4 | 4.0 | .8  | .0  | 2.2 | 13.2 |
| B1 2017-18       | 千葉   | 50 | 46 | 27.8 | .474 | .418 | .838 | 1.9 | 5.3 | .9  | .0  | 2.4 | 15.7 |
| B1 2018-19       | 千葉   | 60 | 60 | 25.5 | .426 | .377 | .778 | 1.9 | 5.5 | .8  | .1  | 1.8 | 14.0 |
| B1 2019-20       | 千葉   | 40 | 35 | 27.0 | .407 | .344 | .851 | 2.4 | 6.5 | .7  | .0  | 2.3 | 14.4 |
| B1 2020-21       | 千葉   | 57 | 57 | 25.5 | .411 | .381 | .828 | 1.5 | 5.6 | 1.2 | .1  | 2.0 | 13.8 |
| B1 2021-22       | 千葉   | 45 | 45 | 25.5 | .384 | .318 | .870 | 1.3 | 6.4 | 0.9 | 0   | 2.2 | 13.4 |
| B1 2022-23       | 千葉   | 60 | 59 | 29.2 | .390 | .346 | .825 | 1.7 | 5.6 | 0.7 | 0   | 2.3 | 15   |

### 記録
- Bリーグ最優秀選手賞：1回（2019）
- Bリーグベスト5：7回（2017 - 2024）
- Bリーグ 2nd TEAM：1回（2025）[69]
- Bリーグアシスト王：2回（2020、2022）
- Bリーグベストタフショット賞：1回（2019）
- Bリーグ「ココロ、たぎる。」賞：1回（2024）[70]
- Bリーグオールスターゲーム選出：9回（2017 - 2025）
- BリーグオールスターゲームMVP：2回（2017、2025）[71]
- 東アジアスーパーリーグファイナルMVP（2024）[72]
- 東アジアスーパーリーグベスト5（2024）[73]
- 天皇杯 MVP（第94回、第98回、第99回）[74]
- 1試合スリーポイント成功本数：11（2017年11月12日、Bリーグ最多タイ記録、金丸晃輔と並ぶ）
- B1リーグ通算最多3P成功数：1100回（2024年12月7日）[75]
- B1リーグ通算最多アシスト数：2500回（2024年12月29日）[76]

### 受賞
- プロバスケットボール選手としては初となる、第40回 ベストジーニスト 協議会選出部門・グローバル特別賞を受賞[77]
- 第53回ベストドレッサー賞 スポーツ部門を受賞[78]。

### その他
- 第74回NHK紅白歌合戦では、10-FEETの応援ゲストとして河村勇輝と共に出演した[79]。